# Paragrantia waguensis
Paragrantia waguensis és una espècie d'esponja calcària, marina i amb espícules formades per carbonat de calci. L'esponja és l'única espècie del gènere Paragrantia, de la família Grantiidae. El nom científic de l'espècie va ser publicat per primera vegada el 1940 per Sanji Hôzawa.